# German Torres
German Torres est un boxeur mexicain né le 28 mai 1957 à Celaya.

## Carrière
Passé professionnel en 1975, il devient champion du Mexique des poids mi-mouches en 1979 puis échoue pour le titre mondial WBC de la catégorie en 1981 après sa défaite contre Hilario Zapata. Redevenu champion du Mexique l'année suivante, il perd à nouveau face au champion du monde des poids mi-mouches WBC, Chang Jung-koo, en 1983, 1985 et 1986. Ce n'est qu'à la retraite du sud-coréen, lorsque la ceinture est alors vacante, qu'il la remporte aux dépens de Kang Soon-jung le 11 décembre 1988. Torres est toutefois battu dès le combat suivant par Lee Yul-woo le 19 mars 1989 et met un terme à sa carrière de boxeur en 1994 sur un bilan de 63 victoires, 13 défaites et 4 matchs nuls.